# Ray Lambert
Raymond „Ray“ Lambert (* 18. Juli 1922 in Bagillt; † 22. Oktober 2009 in Queensferry) war ein walisischer Fußballspieler. Als linker Verteidiger beim FC Liverpool gehörte er in den späten 1940er- und frühen 1950er-Jahren zu den Stammspielern. Mit den „Reds“ gewann er 1947 die englische Meisterschaft und erreichte drei Jahre später das Endspiel im FA Cup, bevor er in der Saison 1953/54 als Tabellenletzter die zweite Liga abstieg.

## Sportlicher Werdegang
Lambert machte in sehr jungen Jahren auf sich aufmerksam, als er 1936 im Alter von 13 Jahren und 189 Tagen Berichten zufolge zum jüngsten Spieler in der Geschichte der englischen Football League wurde und beim FC Liverpool anheuerte. Vorausgegangen waren beeindruckende Auftritte als Mittelläufer für eine Auswahl der Grafschaft Flintshire sowie in der walisischen Schülermannschaft. An seinem 17. Geburtstag unterschrieb Lambert einen Profivertrag, aber die großen Hoffnungen wurden jäh beendet, als der Ausbruch des Zweiten Weltkriegs den offiziellen Spielbetrieb in England für viele Jahre aussetzte. Die sportlichen Aufgaben reduzierten sich in den Kriegsjahren auf die Armeeauswahl (hier beispielsweise gegen Portugal) sowie Gastauftritte für den FC Reading und den AFC New Brighton, dazu vier inoffizielle Länderspiele für Wales.
Am 5. Januar 1946 debütierte Lambert schließlich in einem FA-Cup-Spiel gegen Chester. Er war mittlerweile auf die Außenverteidigerposition umgeschult worden und gemeinsam mit ihm feierten spätere Vereinslegenden wie Billy Liddell und Bob Paisley ihren Einstand. Auf der rechten Abwehrseite blieb er fortan eine Konstante und im am 19. Oktober 1946 debütierte er auf dieser Position für die walisische Nationalmannschaft beim 3:1-Sieg gegen Schottland – es sollte der einzige Länderspielerfolg bleiben, denn die vier späteren Auftritte bis Mai 1949 endeten mit Niederlagen. Dass er letztlich nur selten für Wales zum Einsatz kam, lag auch an prominenten Konkurrenten wie Walley Barnes vom FC Arsenal oder Alf Sherwood von Cardiff City. Lambert, der aufgrund eines frühzeitigen Haarausfalls optisch auffiel, zeichnete sich durch Zuverlässigkeit sowie eine eher pragmatische Spielweise aus und hatte ein gutes Stellungsspiel. Er war von muskulöser Statur, ging oft mutig in die Zweikämpfe und konnte auch auf der linken Abwehrseite eingesetzt werden.
Mit Liverpool feierte Lambert früh Erfolge und zum Gewinn der ersten Nachkriegssaison 1946/47 trug er mit 36 Ligaeinsätzen maßgeblich bei. Im Verlauf der Spielzeit 1949/50 absolvierte Lambert 48 Pflichtspiele, darunter sämtliche Partien der FA-Cup-Runde. Diese führte Liverpool unter Trainer George Kay bis ins Finale, in dem die „Reds“ dem FC Arsenal mit 0:2 unterlagen – dabei schlug sich Lambert trotz der Niederlage gut im persönlichen Duell gegen Denis Compton, dem trickreichen Linksaußen der „Gunners“. In den folgenden Jahren der beginnenden 1950er-Jahre blieb Lambert Stammspieler in der Mannschaft, die jedoch unter dem neuen Trainer Don Welsh ihren Zenit überschritt, stetig in die untere Tabellenhälfte abrutschte und nach Ablauf der Saison 1953/54 als Tabellenletzter in die zweite Liga abstieg. Dort blieb er bis November 1955 erst einmal weiter eine feste Größe, aber nach einem enttäuschenden elften Rang in der Spielzeit 1954/55 ersetzte der jüngere John Molyneux ab dem Herbst den mittlerweile 33-Jährigen. Ein Angebot des Drittligisten Chester nahm er nicht an und so beendete er 1956 nach 342 Pflichtspielen (und zwei Toren per Elfmeter) seine aktive Profilaufbahn als „One-Club Man“ für Liverpool. Lambert, der auch ein Faible für Cricket und Golf hatte, betrieb nach seiner Sportlerkarriere ein Zeitungsgeschäft in der walisischen Stadt Queensferry. Dort verstarb er auch im Alter von 87 Jahren am 22. Oktober 2009.

## Titel/Auszeichnungen
- Englische Meisterschaft (1): 1947